# Paul Beliën
Paul Beliën (n. 1959) este un jurnalist flamand, autor și fondator al blogului conservator The Brussels Journal.
Beliën are un masterat în drept cu specializări în dreptul comunitar și în securitate socială la Universitatea din Ghent, precum și un doctorat în studii internaționale la Universitatea din Buckingham. El este vicepreședinte al International Free Press Society și editor senior la Institutul Hudson. El a scris într-un număr mare de publicații internaționale.
El este un susținător al independenței flamande și al comerțului liber și un adversar al avortului, eutanasiei și căsătoriei între persoane de același sex. El este un puternic americanofil și s-a opus activ imigrării în Europa a fundamentaliștilor islamici. Beliën a publicat o carte despre istoria politică a Belgiei și ceea ce el vede ca paralele în crearea Uniunii Europene, înA Throne in Brussels.
Beliën este căsătorit cu Alexandra Colen, o fostă membră a Parlamentului Federal Belgian și a partidului Vlaams Belang. Ei și-au școlit acasă toți copiii lor.

## Cariera
Beliën a scris în mai multe ziare internaționale precum The Wall Street Journal, The Independent, The Washington Times, The American Conservative, The Daily Mail și The Spectator și belgiene 't Pallieterke, Gazet van Antwerpen, Tendințe și De Tijd. A fost redactor la revista conservatoare Nucleus.

## A Throne in Brussels
În 2005 Beliën a publicat A Throne in Brussels : Britain, the Saxe-Coburgs and the Belgianization of Europe. Cartea explică istoria Belgiei prin viața și faptele celor șase regi ai țării. Contrar părerii istoricilor, Beliën descrie un stat artificial, format în urma Revoluției belgiene din 1830 și condus de regi mai degrabă nemiloși și o elită politică coruptă. Cartea atinge subiecte controversate, cum ar fi colonizarea brutală a provinciei Congo de către regele Leopold al II-lea, relația cu Germania Nazistă în al Doilea Război Mondial și numeroasele scandaluri politice belgiene din ultimele decenii, inclusiv cazul pedofilului Marc Dutroux. El sugerează că adevăratul tată al soțului reginei Victoria, prințul consort Albert, era regele Leopold I al Belgiei, unchiul matern al lui Albert, și nu Ernest I, Duce de Saxa-Coburg și Gotha, cum, de altfel, s-a crezut.
Beliën avertizează că Uniunea Europeană, bazându-se pe statul multietnic belgian ca model, că va fi o construcție artificială, fără nici conștiința națională, predispusă la corupție și la o administrație elitistă.
Cartea citează surse academice. Ea a fost bine primită de unii comentatori eurosceptici sau conservatori, inclusiv filozoful Roger Scruton, Lordul Rees-Mogg, economistul Lord Ralph Harris, istoricul Hugo Vickers și europarlamentarul conservator britanic Daniel Hannan. Potrivit unei recenzii din Economic Affairs, cartea „include unele idei interesante cu privire la asemănările dintre Belgia și UE, dar argumentele sale par să conțină multe simplificări și afirmații controversate”.

## Conflictul din 1990 privind poziția regelui Baudouin în chestiunea avortului
Beliën a fost redactor al secției de afaceri externe al Gazet van Antwerpen, până când a fost concediat în aprilie 1990.
Beliën a primit o informație în octombrie 1989 că regele belgian Baudouin nu va semna noua lege privind avortul. Deși redactorul-șef al Gazet van Antwerpen, Lou de Clerck, a constatat ca aceste informații sunt prea sensibile pentru a fi publicate, Beliën a publicat-o oricum în Wall Street Journal pe 1 noiembrie 1989 și, de asemenea, mai târziu în NRC Handelsblad. Ca reacție, De Clerck a refuzat să-i permită lui Beliën să scrie în ziare străine, menționând relația lui cu Gazet van Antwerpen.
Un articol de opinie scris de Beliën pentru NRC Handelsblad (publicat în 6 aprilie 1990) menționa că Beliën lucra „pentru un ziar din Anvers, al cărui nume nu poate fi menționat”. Câteva zile mai târziu Beliën a fost concediat. Jos Huypens, redactor-șef adjunct al Gazet, a spus că Beliën a fost concediat din cauza unui „conflict care dura de ani de zile”. La scurt timp mai târziu, Wall Street Journal a publicat un alt articol scris de Beliën, în care erau detaliate legăturile dintre partidele politice și mass-media din Belgia.
Leo Haes, un fost jurnalist la Humo, a afirmat că Beliën a fost concediat pentru a scăpa Gazet de „elementele Vlaams Blok”.

## Opinii

### Guy Verhofstadt și liberalismul flamand
Într-un articol (23 iunie 2004) pentru ziarul de afaceri De Tijd Beliën a analizat politica lui Guy Verhofstadt, care îndeplinea atunci funcția de prim-ministru al Belgiei. Potrivit lui Beliën, Verhofstadt a adus liberalismul flamand la un pas de abis. Beliën a declarat că a văzut în Verhofstadt o transformare de la susținerea liberalismului economic al lui Ronald Reagan și Margaret Thatcher, și laureling de Ludwig Erhard a Verhofstadt în Beliën revista Nucleu în 1990,  către o a Treia Cale urmată de Tony Blair si Bill Clinton, cu Verhofstadt, în cele din urmă a lua un Vechea Europa poziție cu Jacques Chirac și Gerhard Schröder în 2003. Potrivit lui Beliën, această ultimă schimbare de vânturile de Verhofstadt l-a împiedicat să devină următorul Președinte al Comisiei europene. În plus, Beliën crede că golul lăsat de neputința lui Verhofstadt de a transforma VLD într-un partid poporului a fost umplut de Vlaams Belang.

### Crimele comise de imigranți și controversa legată de cenzură
În mai 2006, Beliën a primit o scrisoare de la Centrul pentru Egalitatea de Șanse și Lupta împotriva Rasismului prin care i se cerea să elimine postarea Geef ons Wapens! („Dați-ne arme!”) de pe blogul The Brussels Journal. Acest titlu face referire la un strigăt din 1963 atribuit mai târziu primului ministru Martens, care era legat de disputele dintre vorbitorii belgieni de franceză și flamandă. Agenția se află în responsabilitatea premierului Guy Verhofstadt și este condusă de Jozef de Witte. Agenția a susținut că postarea pe blog a lui Beliën era un „apel la violență împotriva unui grup din cauza originii sale etnice sau naționale” și că aceasta a încălcat legea belgiană din 1981 privind rasismul și xenofobia.

Postarea de pe blog a fost scrisă în contextul uciderii lui Joe Van Holsbeeck, care s-a crezut inițial că a fost comisă de persoane de origine nord africană (dar mai târziu s-a constatat că a fost comisă de imigranți polonezi de origine țigănească). Paul Beliën a negat toate acuzațiile Centrului, dar a înlăturat textul. Urmează mai jos o traducere a unui extras din textul lui:
Prădătorii au dinți și gheare. Prădătorii au cuțite. Începând de când sunt mici, ei învață în fiecare an cum să taie gâtul animalelor cu sânge cald. Nouă ni se face rău la vederea sângelor, dar lor nu. Ei sunt antrenați și înarmați. Noi nu putem avea nici măcar spray-uri cu piper în buzunarele noastre. Ei au bricege și cuțite de măcelărie și știu cum să le folosească.

O lună mai târziu, Paul Beliën și-a reiterat poziția din acel articol, după moartea lui Guido Demoor într-un autobuz din Anvers, spunând:
Statul belgian nu mai este în măsură să garanteze securitatea cetățenilor săi. [...] Belgienii nu au dreptul constituțional sau juridic de a avea arme, nici chiar arme pur și simplu defensive ca spray-urile cu piper. Ca urmare a faptului că poliția și guvernul nu reușesc să protejeze cetățenii care respectă legea, aceștia din urmă sunt, însă, total neprotejați. Crima de sâmbătă i-a șocat pe șoferii de autobuz și pe mecanicii de tren, dar aceștia subliniază că nu sunt câtuși de puțin surprinși. Violența în transportul public a devenit un fapt de viață.
După ce ziarul conservator Washington Times a comentat că „libertatea de exprimare este atacată în Belgia”, ziarul flamand Het Nieuwsblad s-a plâns cu privire la legăturile ziarului Time cu reverendul Moon.

### Statul unitar belgian
Beliën sprijină independența Flandrei de Belgia. El consideră că statul belgian i-a văzut întotdeauna pe flamanzi „ca o amenințare”. El consideră atât UE, cât și statul belgian ca o negare a suveranității naționale flamande și ca un pericol.
Pe 26 iunie 2008, în lumina crizei politice din Belgia, Paul Beliën a scris pe blogul său că așteaptă ca existența statului unitar belgian să ajungă la sfârșit.

## Publicații
- Beliën, Paul, Abortus, het grote taboe, Roularta Books, Zellik, 1992 (ISBN: 90-5466-015-5)
- Beliën, Paul, A throne in Brussels : Britain, the Saxe-Coburgs and the Belgianization of Europe, Imprint Academic, Charlotteville (VA), 2005 (ISBN: 1-84540-033-X)